# Joachim Merlant
Joachim Merlant, né à Paris le 17 novembre 1875 et mort à Hyères le 30 janvier 1919, est un universitaire et écrivain français. Son nom est inscrit au Panthéon, dans la liste des 560 « écrivains morts pour la France » pendant la Grande Guerre.

## Biographie
Issu d’une famille originaire de Bretagne, son père était commissaire général de la marine. Après avoir passé une partie de son enfance en Martinique, Joachim Merlant mène des études de lettres ; il entre à l’école normale supérieure, est reçu à l’agrégation de lettres, enseigne un temps à Lorient et Brest, puis soutient une thèse ès lettres en 1905. En 1909, il devient maître de conférences à l’université de Montpellier, puis est promu professeur adjoint en 1912 ; il devient professeur titulaire de la chaire de littérature en novembre 1918, peu avant son décès.
Spécialiste de la littérature des XVIIIe et XIXe siècles, il a consacré sa thèse au roman d’analyse depuis Jean-Jacques Rousseau, et plus précisément à ce qu'il nomme le "roman personnel", autrement dit aux oeuvres de fiction qui s'inspirent de faits intervenus dans la vie de l'auteur. Il a ensuite publié plusieurs ouvrages notamment consacrés à Étienne Pivert de Senancour, Alfred de Musset et Honoré de Balzac. En 1914, il achève un livre consacré à "la vie intérieure et la culture du Moi", entre Montaigne et Vauvenargues.
Pendant la Grande Guerre, il combat comme lieutenant, puis capitaine (février 1915) ; incorporé dans le 122e régiment d'infanterie territoriale, il est d’abord envoyé à Toulon. A sa demande, il est cependant muté sur le front, où il intègre le 173e régiment d'infanterie. Il est grièvement blessé près de Verdun, en défendant sa tranchée (1915), et reçoit la croix de chevalier de la Légion d’honneur. Après sa convalescence, il est envoyé prononcer une série de conférences aux États-Unis (décembre 1915-mai 1916), à une époque où le gouvernement français espérait l’entrée en guerre de l’allié américain. Parallèlement, il poursuit ses recherches et ses publications ; à cette époque, il publie un ouvrage consacré à la France et la guerre d’indépendance américaine. Il a également laissé des souvenirs sur les premiers temps du conflit, parus de manière posthume en 1919.
Jamais vraiment remis de ses blessures, Joachim Merlant s’est peu à peu affaibli ; longuement soigné dans le sud de la France, il meurt au Mont-des-Oiseaux, près de Hyères. Bien que son décès intervienne près de trois mois après l’armistice, il est reconnu « mort pour la France ».
Trois de ses livres sur la littérature des XVIIIe et XIXe siècles ont fait l'objet de rééditions, à Genève, chez Slatkine.

## Œuvres
- Le Roman personnel de Rousseau à Fromentin, Paris, Hachette, 1905 ; réédition Slatkine, 1978.
- Senancour (1770-1846) : poète, penseur religieux et publiciste, Paris, Fichbacher, 1907 ; réédition Slatkine, 1970.
- De Montaigne à Vauvenargues, essais sur la vie intérieure et la culture du moi, Paris, Société française d’imprimerie et de librairie, 1914 ; réédition Slatkine, 1969.
- La France et la guerre d’indépendance américaine, 1776-1783, Paris, Félix Alcan, 1918 ; l'ouvrage a été traduit en anglais sous le titre : Soldiers and Sailors or France in the American War for Independence (1776-1783), New York, Scribner, 1920.
- Souvenirs des premiers temps de guerre, Paris, Berger-Levrault, 1919.